# 圣安妮堂 (德累斯顿)

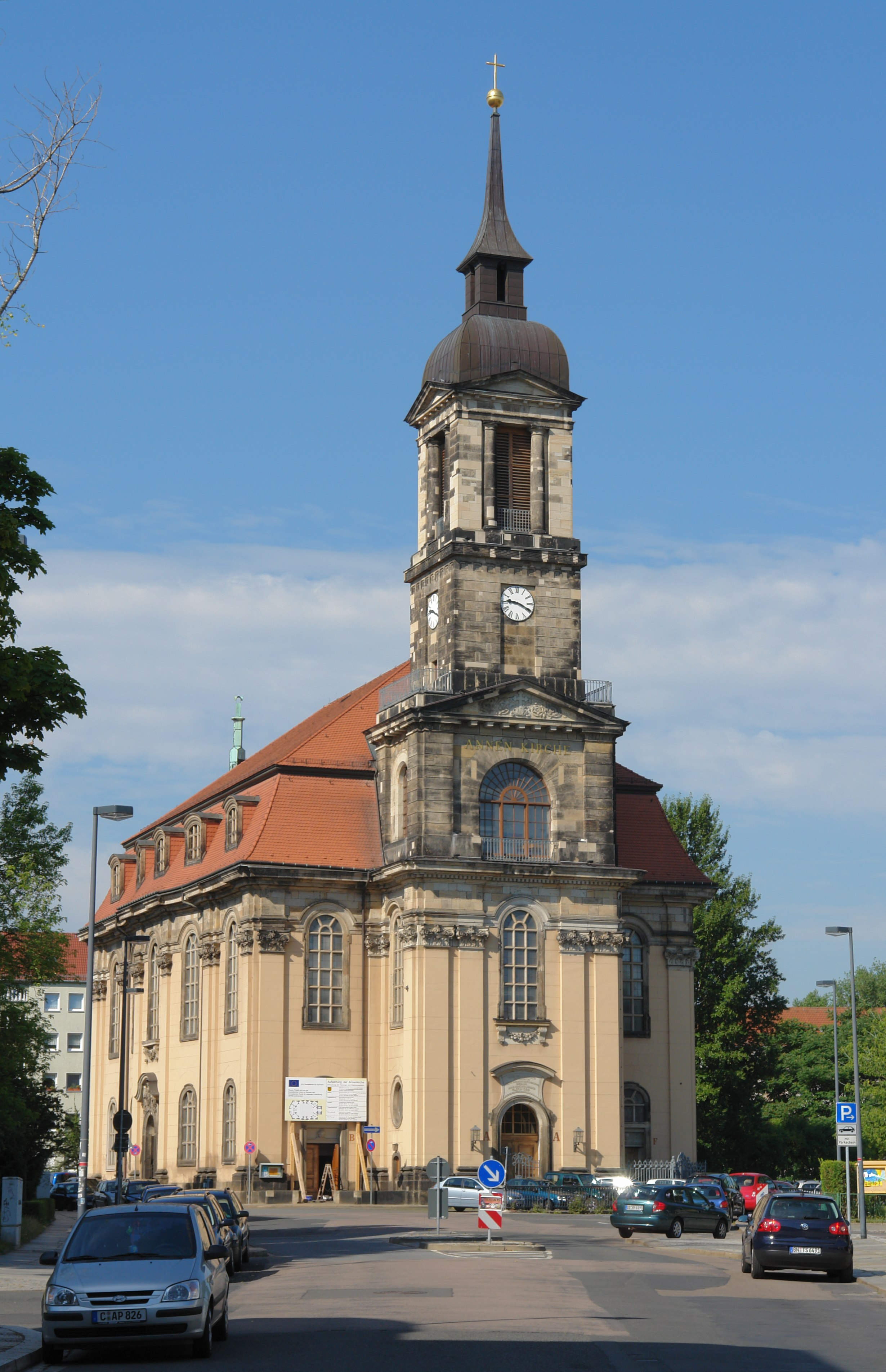

圣安妮堂（德语：Annenkirche）是德国东部城市德累斯顿的一座教堂和历史建筑，以主保圣人萨克森女选帝侯丹麦的安妮命名。
原来的1578年教堂在1760年七年战争期间被普鲁士军队摧毁。新教堂在1769年开幕。